# Trachelipus myrmicidarum
Trachelipus myrmicidarum är en kräftdjursart som först beskrevs av Karl Wilhelm Verhoeff 1936B.  Trachelipus myrmicidarum ingår i släktet Trachelipus och familjen Trachelipodidae. Inga underarter finns listade i Catalogue of Life.